# Josef Saidl
Josef Saidl (17. února Schořov 1895 – 27. března 1941 Praha) byl český gynekolog a průkopník radiologie v Československu.
Byl autorem několika odborných publikací, mezi nimi Röntgen v porodnictví (1937) a Zrůdy (1941). Spoluautorsky se podílel na dalších významných dílech, jako jsou Lékařské aktuality – sborník přednášek pronesených na lékařském dnu v Lázních Poděbradech dne 23. června 1940 – a O lidské konstituci (La constitution humaine) (1939).
Vystudoval gymnázium v Čáslavi a 1. lékařskou fakultu Univerzity Karlovy. Začínal na I. chirurgické klinice, od roku 1923 jako asistent II. porodnicko-gynekologické kliniky. Od roku 1933 byl profesorem porodnictví a gynekologie na Lékařské fakultě Univerzity Karlovy v Praze. Byl členem Spolku českých lékařů a Československé gynekologické a porodnické společnosti.
Jeho manželkou byla Hana Saidlová (roz. Winternitzová), dcera Karla Winternitze, známého zejména Winternitzovými automatickými mlýny.